# Rough (Écosse)
Pour les articles homonymes, voir Rough.
Rough est une île du Royaume-Uni située en Écosse.